# Танагра червоночерева
Тана́гра червоночерева (Tangara velia) — вид горобцеподібних птахів родини саякових (Thraupidae). Мешкає в Амазонії і на Гвіанському нагір'ї.

## Опис

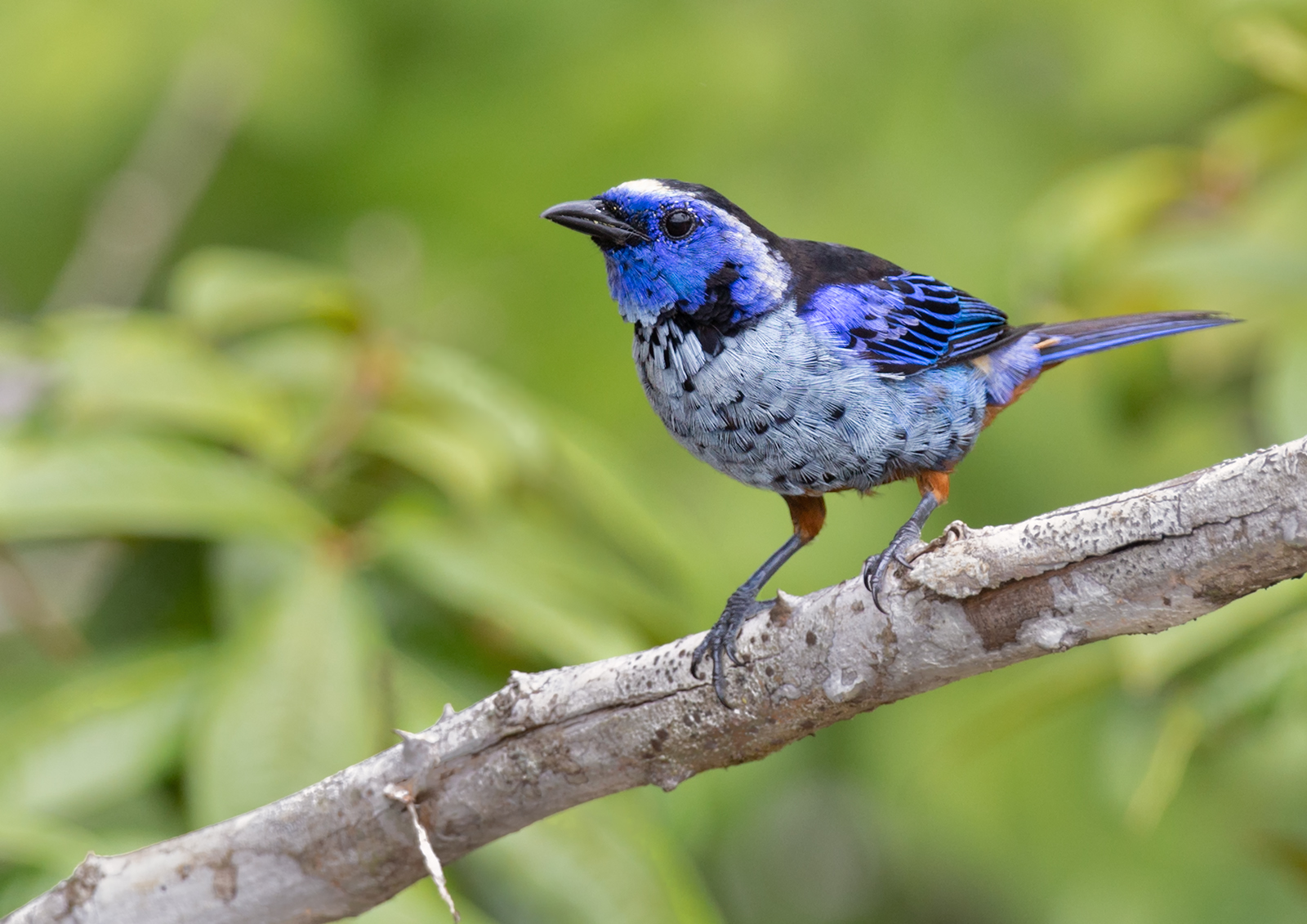
Червоночерева танагра (підвид T. v. cyanomelas)

Довжина птаха становить 12-15 см, вага 18-23 г. Забарвлення переважно бірюзово-синє, верхня частина голови, шия, спина і горло чорні, живіт рудувато-коричневий, надхвістя жовтувато-зелене. Самиці є дещо блідішими за самців.

## Таксономія
Червоночерева танагра була описаний шведським натуралістом Карлом Ліннеєм у 1758 році, в десятому виданні його праці «Systema Naturae» під назвою Motacilla velia. Лінней опирався на більш ранній опис, зроблений англійським натуралістом Джорджем Едвардсом у 1743 році в праці «A Natural History of Uncommon Birds». Пізніше червоночереву танагру було переведено до роду Танагра (Tangara), описаного французьким натуралістом Матюреном Жаком Бріссоном у 1760 році.

## Підвиди
Виділяють чотири підвиди:
- T. v. velia (Linnaeus, 1758) — Гвіана і північ Бразильської Амазонії;
- T. v. iridina (Hartlaub, 1841) — схід Колумбії, Еквадору і Перу, північ Болівії, захід Бразильської Амазонії;
- T. v. signata (Hellmayr, 1905) — північно-східна Бразилія (на південь від Амазонки в штаті Пара);
- T. v. cyanomelas (Wied-Neuwied, 1830) — східне узбережжя Бразилії (від Пернамбуку до Еспіріту-Санту).

Деякі дослідники виділяють підвид T. v. cyanomelas у окремий вид Tangara cyanomelas.

## Поширення і екологія
Червоночереві танагри мешкають в Колумбії, Еквадорі, Перу, Болівії, Бразилії, Венесуелі, Гаяні, Суринамі і Французькій Гвіані. Вони живуть в кронах вологих рівнинних тропічних лісів, на узліссях і галявинах. Зустрічаються парами або зграйками, на висоті до 500 м над рівнем моря. Іноді приєднуються до змішаних зграй птахів. Живляться плодами і комахами.